# Conséquences de la pandémie de Covid-19 sur les transports au Québec
Pour des articles plus généraux, voir Conséquences de la pandémie de Covid-19 et Pandémie de Covid-19 au Québec.
Cet article relate les conséquences de la pandémie de Covid-19 sur les transports au Québec.
Les conséquences de la pandémie de Covid-19 sur les transports au Québec ont été importantes et durables. Les restrictions de voyage, les fermetures d'entreprises et les changements de comportement des voyageurs ont eu des répercussions sur l'offre et la demande de transport, ainsi que sur les entreprises et les emplois liés aux transports. Les autorités ont mis en place des mesures pour soutenir les secteurs touchés et pour assurer la sécurité des voyageurs, mais la reprise de l'activité économique reste incertaine et sujette à des fluctuations. Le transport est un secteur clé pour la croissance et le développement du Québec, et la pandémie a mis en lumière les défis et les opportunités qui se posent pour l'avenir.

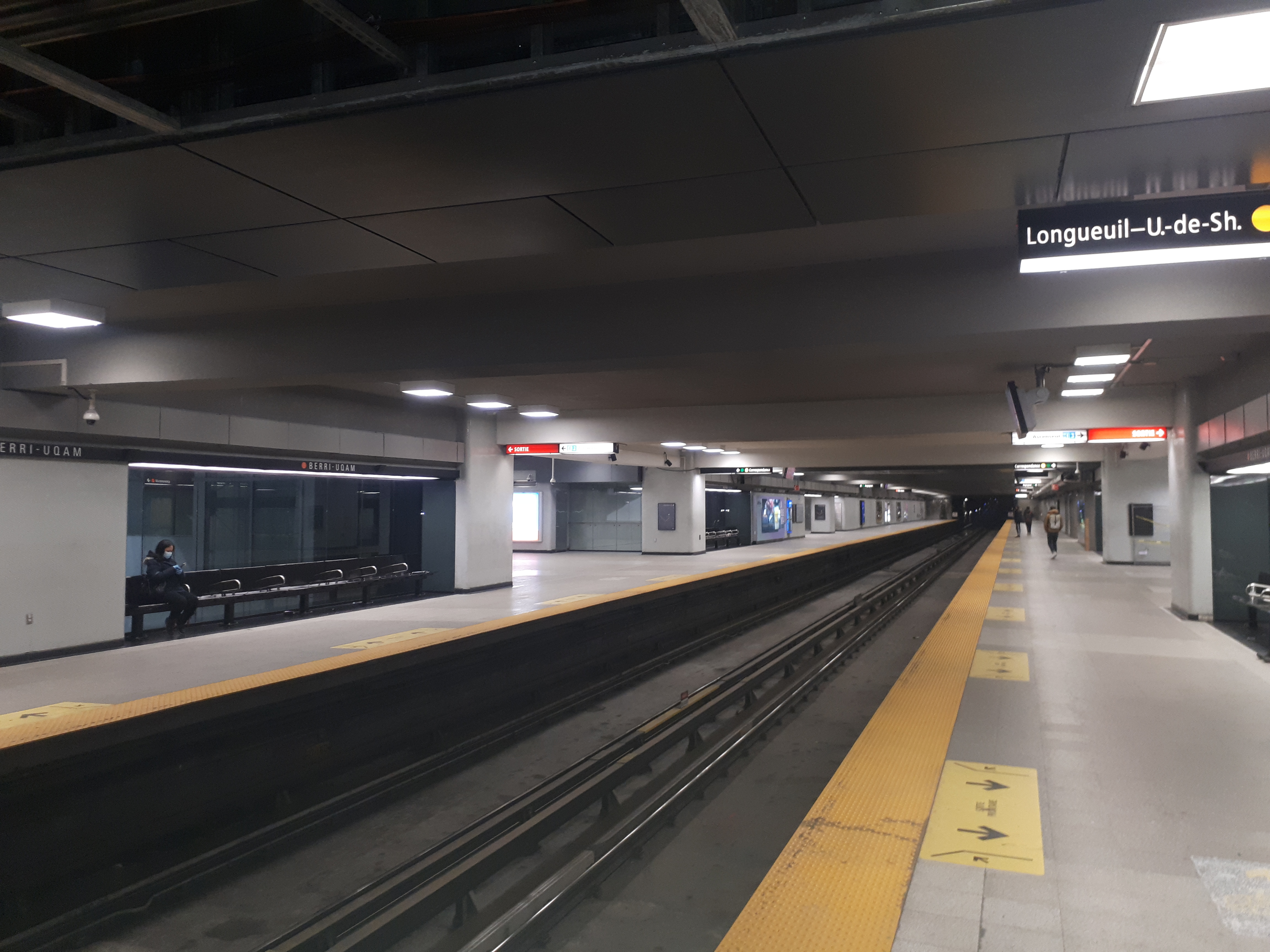
Station de métro Berri-UQAM à l'heure de pointe, au début de la pandémie de Covid-19

La pandémie a de nombreux effets sur les moyens de transport utilisés par les Québécois, particulièrement dans la région de Montréal. Selon le ministère des Transports du Québec, le trafic sur les axes de juridiction québécoise de la région de Montréal a baissé de 15 % entre juin 2019 et juin 2020, les autobus de la région de Montréal ont déplacé en juillet 50 % moins de passages qu'en 2019 pour le même mois, le métro a connu une baisse de 75 % et le train de banlieue une diminution de 90 %.
Avec le confinement qui débute le 13 mars, le nombre de collisions est en forte diminution à Montréal. Les temps de déplacement à l'heure de pointe pour les régions de Québec et de Montréal sont beaucoup plus courts qu'à l'habitude au printemps. Afin de refléter la réalité des automobilistes qui sont désormais en télétravail, ou simplement à la maison sans emploi, la majorité des compagnies d'assurances automobiles offrent des primes aux assurés.

## Transport aérien
Pendant la pandémie, le gouvernement du Québec demande au gouvernement fédéral d'interdire aux Québécois de quitter le pays, ce qu'il refuse.
En vertu de la Loi sur la mise en quarantaine, tous les voyageurs qui reviennent de l’étranger doivent s’isoler complètement pour une période de deux semaines une fois au Canada. 
La baisse d'achalandage pour des réservations pour la période hivernale est estimée à 90 % par les voyagistes.

### Retour au Canada de l'étranger
En décembre 2020, devant l'arrivée de variant provenant du Royaume-Uni, et que plusieurs vols ont à bord des personnes infectées, les autorités des différents provinces canadiennes mettent de la pression sur Ottawa pour un meilleur contrôle aux frontières. Ceci prend une couleur particulière au Québec où la pression se fait pour que le gouvernement fédéral interdise les voyages d'agrément dans le Sud, François Legault rappelant que les voyageurs québécois auront une quarantaine stricte à leur retour (14 jours de confinement). Cette demande est reprise par tous les chefs de partis politiques québécois représentés à l'Assemblée nationale le 22 décembre. Alors que Justin Trudeau invite les Canadiens à ne pas voyager, il refuse d'interdire aux Canadiens de quitter le territoire pour des voyages d'agrément, indiquant que les mesures en place sont suffisantes, d'une part, et qu'il serait contre l'article 6 de la Charte canadienne des droits et libertés, qui garantit que « tout citoyen a le droit de demeurer au Canada, d’y entrer ou d’en sortir ». L'article 1 permet cependant la suspension d'un droit pour un « motif raisonnable » et urgent.
Un programme qui permet aux personnes de retour de voyage à l'étranger de toucher une compensation du gouvernement fédéral, permettant de toucher 500$ par semaine, soulève la polémique. Après des délais en raison d'une mésentente entre les partis politiques aux Communes, le projet de loi C-24 est finalement adopté en mars 2021 et vient colmater cette fuite, exigeant aussi un remboursement aux voyageurs ayant bénéficié de cette compensation.
Le 29 décembre, le gouvernement fédéral exige la présentation d'un test négatif datant de moins de 72 heures pour entrer sur le territoire canadien. Le gouvernement du Québec demande, en plus de ce test, qu'un test de dépistage soit également effectué à l'aéroport, avec une exception pour les voyageurs en provenance de Saint-Pierre-et-Miquelon et d'Haïti, qui seront soumis à la règle à partir du 14 janvier et du 21 janvier, respectivement. Une visite des autorités des personnes de retour de voyage à leur lieu de quarantaine, quoiqu'un certain flou subsiste sur l'autorité, entre la GRC et les services de polices locaux, qui doit s'assurer du respect de la quarantaine. À partir du 22 janvier, c'est la Sûreté du Québec qui a la responsabilité de s’assurer du respect de la quarantaine obligatoire des voyageurs qui arrivent au Québec à partir de l'étranger.
Le 29 janvier 2021, Justin Trudeau annonce la réduction des vols vers les destinations soleil à partir du 31 janvier. Cette réduction est volontaire de le part des compagnies d'aviation canadienne. Les personnes étant déjà dans le sud seront rapatriées. Une quarantaine obligatoire à l'hôtel, aux frais des voyageurs, est également obligatoire. L'aéroport de Montréal est l'un des 4 points d'entrée des Canadiens de retour au pays.
Le 6 juillet 2021, le gouvernement fédéral retire l'obligation de quarantaine, à l'hôtel ou à la maison, pour les adultes ayant reçu deux doses de vaccin homologué au Canada. Les enfants de 12 et moins n'ayant pas été vacciné doivent faire leur quarantaine à la maison.

### Air Transat
La compagnie aérienne basée à Montréal Air Transat obtient un prêt du gouvernement fédéral de 700 millions de dollars. La compagnie avait octroyé des crédits pour ses vols annulés à partir du 1er février 2020 en raison de la Covid-19. D'un montant total de 519,1 millions au 31 janvier 2021, ces crédits pourront être remboursés aux voyageurs. 310 millions de cet emprunt sont alloués à ce remboursement.

### Party d'influenceurs
Le 30 décembre 2021, des influenceurs québécois nolisent un avion de la compagnie Sunwing Airlines pour un séjour à Cancún au Mexique
. Des images de party dans l'avion démontrent le non-respect des mesures de distanciation sociale et des règles en vigueur dans les transports aériens, ce qui mène à une enquête de la part de Transport Canada ainsi qu'à des amendes de la Santé publique québécoise. Ces images seront reprises dans les médias du pays, Justin Trudeau traitant les influenceurs d'Ostrogoths en vacances. Les compagnies d'aviation refuseront par la suite de ramener les influenceurs au pays, ce qui les force à revenir par différents moyens,.

## Transport en commun
Le 18 juin, le ministre québécois des Transports, François Bonnardel, annonce dans un communiqué qu'une aide financière d'urgence de 400 millions sera octroyée aux sociétés de transport du Québec afin de venir en aide au transport collectif qui souffre d'un important manque à gagner en raison de la baisse d'achalandage. 
Le 25 septembre le ministre des Finances, Eric Girard, annonce un plan d'aide aux municipalités de 2,3 milliards de dollars. De ce montant, 1,2 milliard, incluant les 400 millions annoncés en juin, est destiné au transport en commun afin de pallier le manque à gagner causé par la Covid-19.

## Vélo

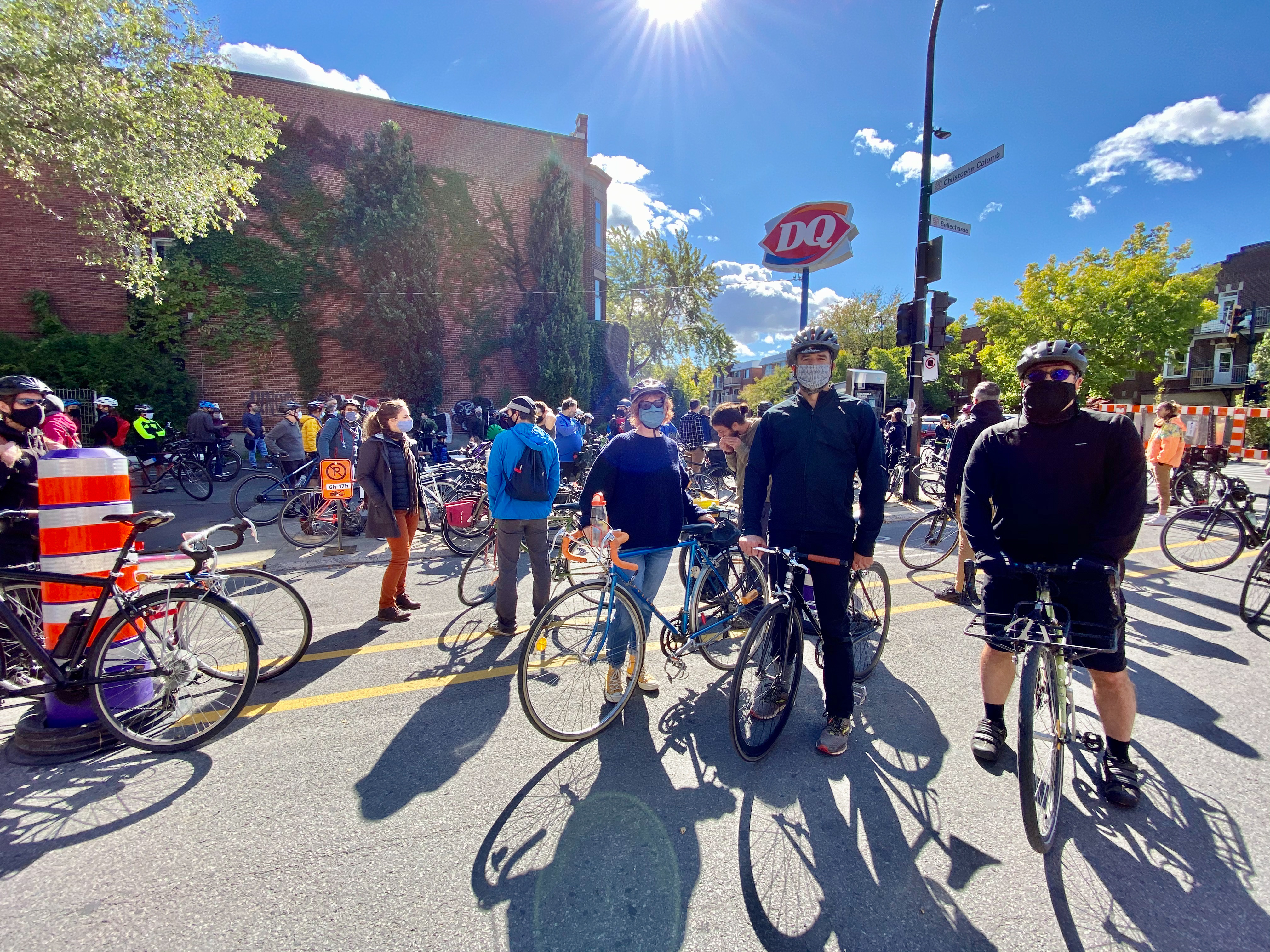
Cyclistes masqués lors d'une manifestation citoyenne à Montréal

Au printemps 2020, une augmentation inédite sur la vente de vélos est constatée par les magasins spécialisés du Québec, allant même jusqu'à la rupture de stock pour certains modèles pour adulte et pour enfant,. Les détaillants de vélo prévoient faire un chiffre d'affaires record pour l'année 2020. Cette augmentation des ventes s'explique par la baisse de popularité des moyens de transport en commun à la suite de la pandémie, de même que l'annulation des voyages à l'étranger ce qui favorise le cyclotourisme.
Tout comme les vélos traditionnels, les vélos électriques connaissent également une popularité inédite. Les ventes mensuelles de plusieurs marchands ont doublé depuis la pandémie. Ces vélos ont remplacé les trajets en transport en commun et la voiture en solo; l'assistance électrique diminuant l'effort requis par rapport à un vélo traditionnel, d'une part, et permettant de parcourir une plus grande distance, d'autre part.
Quelques villes du Québec prennent l'initiative d'augmenter le nombre de kilomètres de pistes cyclables: Montréal, Rimouski, Brossard, Sherbrooke et Gatineau.

## Transport interurbain

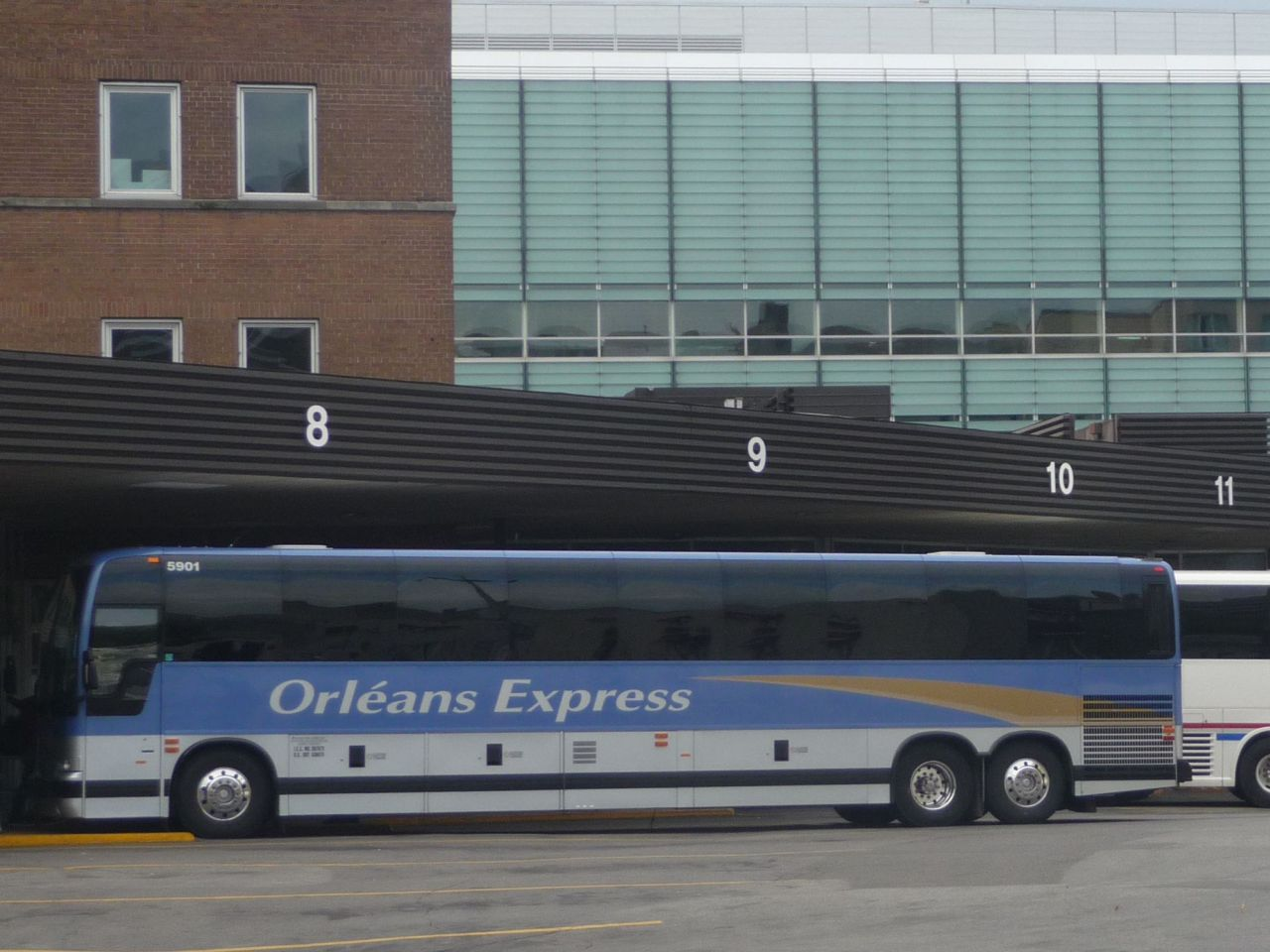
Autobus Orléans Express au terminus de Montréal

Le 3 juin, la Fédération des transporteurs par autobus (FTA) annonce que devant la baisse d'achalandage, les transporteurs interurbains qui en sont membres cessent le service interrégional. La FTA indique également qu'une aide gouvernementale permettrait une reprise plus rapide du service.
Le 8 juillet, un programme de 8,2 millions de dollars est mis en place pour aider le secteur du transport interurbain. À la suite de cette annonce, Orléans Express remet en fonction ses liaisons Montréal-Québec le 10 juillet, et celles vers les autres centres régionaux une semaine plus tard, le 17 juillet. D'abord limité à 14, le nombre de passagers est par la suite augmenté à 24.
Le 28 janvier 2021, Orléans Express annonce la fin du service dans les régions du Québec à partir du 8 février, mis à part les trajets entre Montréal, Québec et Rimouski. Cette décision fait suite à la baisse de fréquentation observée, les autobus n'ayant parfois que deux ou trois passagers, sur les 24 qui sont permis.

## Auto en solo
Malgré l'arrêt du service d'immatriculation pendant les mois d'avril et mai, le nombre de véhicules immatriculées au Québec à augmenter de 50 000 pour 2020. La crainte du transport en commun, combinée à l'exode vers les banlieux, pourraient être la source de cet essor, ces deux causes étant reliées à la pandémie de Covid-19.

## Déneigement
La Ville de Montréal ajoute 2 000 places de stationnement gratuits supplémentaires accessibles lors des périodes de chargement de neige pour l'hiver 2020-2021. Cette mesure a été mise en place afin de prendre en compte le télétravail, qui laisse plus de voitures dans les rues résidentielles.